# Trąbka
Trąbka (wł. tromba, skrót: tr.) – Instrument dęty blaszany. Najpopularniejszy z tej grupy instrumentów, do których należą także: róg (waltornia), puzon, tuba i wiele innych. Słowo trąbka (zdrobnienie od trąba), pochodzi z włoskiego tromba.
Trąbka jest instrumentem transponującym – jej najpopularniejszym strojem jest B, lecz występują także trąbki C (nie transponuje), D, Es, F lub A. Jest to związane z tradycją pochodzącą jeszcze z czasów, w których instrumenty dęte blaszane bez systemu wentyli wydawały tylko szereg tonów naturalnych, dlatego też występowały różne odmiany instrumentu, przeznaczone do grania w różnych tonacjach (z niewielką liczbą znaków przykluczowych). Trąbka w stroju B przyjęła się z powodu swego optymalnego brzmienia i wymagań technicznych, stawianych instrumentaliście pod względem zadęcia.
Skala instrumentu (zakres dźwięków): w zapisie od fis do c³, w brzmieniu od e do b². Jednak skala instrumentu zależna jest od predyspozycji i umiejętności grającego.
Oprócz najbardziej popularnych odmian trąbki używane są:
- trąbka basowa – grająca o oktawę niżej;
- trąbka piccolo – grająca o oktawę wyżej;
- trąbka kieszonkowa (pocket trumpet) – instrument o rozmiarach zmniejszonych dzięki wielokrotnemu zwinięciu rury; ma gorsze walory brzmieniowe.

Instrumentami zewnętrznie podobnymi do trąbki, choć o odmiennej konstrukcji i pochodzeniu, są:
- kornet;
- skrzydłówka.

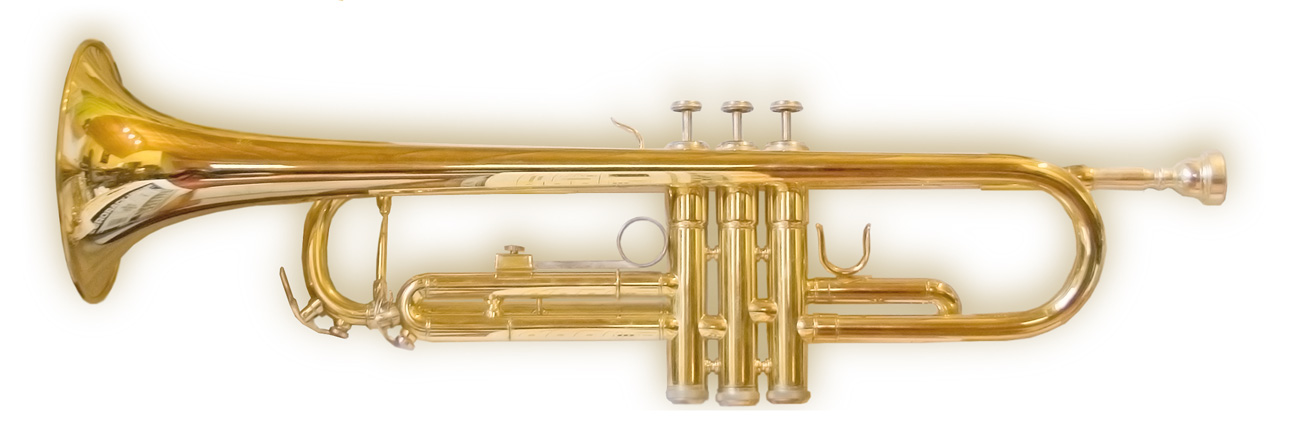
Typowa trąbka o stroju B

Współczesna trąbka składa się z metalowej rury, najczęściej wykonanej z mosiądzu, rzadziej z metali szlachetnych. Rura skręcona jest w pętlę. Z jednej strony zakończona kielichowym ustnikiem, a z drugiej rozszerzeniem w kształcie dzwonu (czarą). Zespół trzech zaworów (najczęściej tłoków) otwiera lub zamyka alternatywne drogi przepływu powietrza, umożliwiając zmianę wysokości dźwięku. Trąbka wyposażona jest także w jeden lub więcej zaworów pozwalających na usuwanie gromadzącej się wilgoci (śliny grającego i skroplonej pary wodnej). Strojenie trąbki polega na drobnej regulacji długości głównej pętli (między innymi dźwięku g), ale także za pomocą pozostałych krąglików. Brzmienie trąbki w dużej mierze zależne jest od techniki gry i może być łagodne i melodyjne bądź ostre i wibrujące. Charakterystyczna dla tego instrumentu jest duża siła dźwięku i donośność. Zastosowanie tłumików pozwala na zmianę siły i barwy dźwięku.
Istnieje również trąbka cyfrowa, umożliwiająca wydawanie z niej dźwięków innych niż dźwięk trąbki.

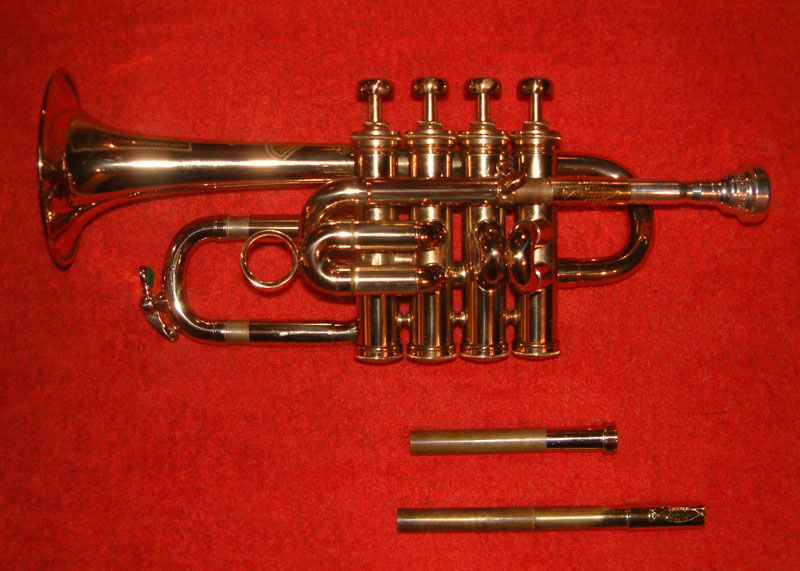
Trąbka piccolo z dwiema końcówkami (dłuższa dla stroju w A)

Wczesna trąbka (obecnie znana jako trąbka naturalna), wywodząca się z archaicznych instrumentów blaszanych, bardziej przypominała współczesny róg (waltornię) niż dzisiejszą trąbkę. Bez zaworów i o ograniczonych możliwościach technicznych, używana była do grania fanfar. Dopiero w XVII i XVIII wieku wypracowano technikę gry clarino. Polegała ona na używaniu wysokiego rejestru instrumentu. Technika clarino wykorzystywana była powszechnie w baroku. Gra na trąbce, niezwykle trudna i wymagająca znacznych umiejętności technicznych, stała się bardzo intratnym zawodem. Trębacze byli najlepiej opłacanymi instrumentalistami swych czasów. Nic zatem dziwnego, że gildie zrzeszające tych instrumentalistów stały się zamkniętymi klubami, do których z zasady dopuszczano potomków i krewnych muzyków z nich się wywodzących.
W drugiej połowie XVIII wieku znaczenie trąbki w muzyce zaczęło się zmniejszać. Mimo prób ulepszenia instrumentu nie osiągnięto znaczących rezultatów. Przetrwała zmiana kształtu ustnika na płytszy, co w pewnym stopniu ułatwiło grę w wyższych rejestrach. Inną próbą było skonstruowanie trąbki suwakowej, mającej tę samą zasadę działania, co puzon. Rozwiązało to problem wydobywania wszystkich dźwięków, lecz uczyniło trąbkę stosunkowo powolnym instrumentem, uniemożliwiając grę w szybkich tempach. Trąbka suwakowa sporadycznie używana jest do dziś. Inną próbą była poczyniona przez Antona Wieldigera w 1801 wyprodukowania trąbki z klapami na wzór klarnetu. Próba okazała się nieudana, jednak zaowocowała powstaniem jednego z najpopularniejszych koncertów trąbkowych – Koncertu na trąbkę Es-dur Josepha Haydna, który jest koncertem przeznaczonym właśnie na trąbkę klapową. Po wprowadzeniu klapek instrument okazał się niezdolny do wykonywania dźwięków w dostatecznie szerokim zakresie.
Współczesna trąbka znana jest w swej formie od 1813 roku, kiedy to wyposażono ją w zawory, co znacznie ułatwiło technikę gry i umożliwiło wydobycie wszystkich dźwięków chromatycznych w całej skali instrumentu. Niemniej odbiło się to na jakości dźwięku instrumentu, który stracił wiele ze swego blasku. Choć partię trąbki umieszczali w swych kompozycjach tacy kompozytorzy, jak Ludwig van Beethoven, Hector Berlioz, Gioacchino Rossini czy Igor Strawinski, trąbka nie wróciła do swej świetności z czasów clarino. Dopiero w latach czterdziestych XX wieku nastąpił renesans instrumentu za sprawą muzyków jazzowych.